# Jaynagar Mazilpur
Jaynagar Majilpur (en bengalí: জয়নগর মজিলপুর ) es una ciudad de la India, en el distrito de 24 Parganas sur, estado de Bengala Occidental.

## Geografía
Se encuentra a una altitud de 8 m s. n. m. a 49 km de la capital estatal, Calcuta, en la zona horaria UTC +5:30.

## Demografía
Según estimación 2011 contaba con una población de 25 922 habitantes.